# Calochlaena
Calochlaena es un género de helechos perteneciente a la familia Dicksoniaceae. Cinco especies son conocidas de Melanesia, Polinesia y Australia oriental. Calochlaena dubia, es un helecho común de la costa este de Australia.

## Taxonomía
El género fue descrito por (Maxon) M.D.Turner & R.A.White y publicado en American Fern Journal 78(3): 91. 1988.
El género fue descrito originalmente por William Ralph Maxon como un subgénero de los helechos del género Culcita, pero las diferencias eran tales entre sus miembros que se elevó a nivel de género. Culcita se limitaba a dos especies, una de la Europa mediterránea y una de América del Norte.
Etimología
Calochlaena: nombre genérico que deriva de las palabras griegas: kalos = "bello" y chlaina = "manto", y se refiere a los pelos suaves en la especie.

## Especies aceptadas
A continuación se brinda un listado de las especies del género Calochlaena aceptadas hasta marzo de 2013, ordenadas alfabéticamente. Para cada una se indica el nombre binomial seguido del autor, abreviado según las convenciones y usos:
- Calochlaena dubia (R. Br.) M.D. Turner & R.A. White
- Calochlaena javanica (Blume) M.D. Turner & R.A. White
- Calochlaena novae-guineae (Rosenst.) M.D. Turner & R.A. White
- Calochlaena straminea (Labill.) M.D. Turner & R.A. White
- Calochlaena villosa (C. Chr.) M.D. Turner & R.A. White